# Streptococcus iniae
Streptococcus iniae es una especie de bacteria grampositiva con forma de esfera perteneciente al género Streptococcus. Desde su aislamiento en un delfín de agua dulce del Amazonas en los años setenta, S. iniae se ha convertido en uno de los principales patógenos de los peces en las explotaciones acuícolas de todo el mundo, con pérdidas anuales superiores a los 100 millones de dólares. Desde su descubrimiento, se han notificado infecciones por S. iniae en al menos 27 especies de peces cultivados o salvajes de todo el mundo. Los peces de agua dulce y salada, como la tilapia, el corvinón rojo, la lubina rayada híbrida y la trucha arco iris, son algunos de los más susceptibles a la infección por S. iniae. Las infecciones en los peces se manifiestan como meningoencefalitis, lesiones cutáneas y septicemia.
S. iniae ha producido ocasionalmente infecciones en humanos, especialmente en manipuladores de pescado de ascendencia asiática. Las infecciones humanas incluyen sepsis, síndrome de shock tóxico e inflamación de la piel, los discos intervertebrales o la capa interna del corazón. La identificación de S. iniae en el laboratorio puede resultar difícil, ya que los métodos convencionales utilizados para identificar estreptococos arrojan resultados insuficientes. No puede agruparse mediante el método del antígeno de Lancefield, utilizado habitualmente para clasificar las especies de estreptococos. Los dos serotipos conocidos pueden distinguirse bioquímicamente por diferencias en la actividad enzimática. Se han utilizado varios antibióticos para tratar las infecciones por S. iniae.

## Historia
Streptococcus iniae se aisló por primera vez en 1972, a partir de abscesos subcutáneos en un espécimen cautivo de delfín de río del Amazonas (Inia geoffrensis) que sufría una infección conocida como «enfermedad de la pelota de golf». Se descubrió que la bacteria era sensible a los antibióticos betalactámicos, y el delfín fue tratado con éxito con penicilina y tilosina. En 1976 se reconoció que el organismo causante era una nueva especie de Streptococcus, y se le dio el nombre de Streptococcus iniae. Por esa época, se produjeron otros brotes de estreptococos en Asia, y Estados Unidos; posteriormente se sugirió que algunas cepas asociadas con los brotes japoneses eran S. iniae.
En la década de 1980, se identificó una supuesta nueva especie de Streptococcus, denominada S. shiloi, como una de las causas de una epidemia de meningoencefalitis (inflamación del cerebro y las membranas que lo rodean) que afectaba a las truchas arco iris y tilapias de piscifactoría en Israel desde 1986. Dado que S. shiloi era alfa-hemolítico, tenía un contenido de G+C% del 37% y no fermentaba la galactosa del azúcar, no se clasificó como S. iniae, que es beta-hemolítico, tiene un contenido de G+C% del 32% y fermenta la galactosa. En 1995, se descubrió que S. shiloi era de hecho beta-hemolítico, y tras técnicas de hibridación ADN-ADN con el tipo ATCC de S. iniae y el recálculo del contenido de G+C%, fue reclasificado por el mismo grupo como sinónimo menor de S. iniae.
Los análisis filogenéticos basados en el ADN ribosómico 16S sugieren que S. iniae está estrechamente relacionado con otros estreptococos patógenos de humanos y animales. En concreto, se agrupa en el grupo piógeno, junto con otros estreptococos patógenos como S. pyogenes, S. agalactiae, S. uberis, S. canis, S. porcinus, S. phocae y S. intestinalis. De estas especies relacionadas, está más estrechamente relacionada con S. porcinus. El análisis de fragmentos de restricción genómica de diversos paneles de hospedadores y geográficos de aislados de S. iniae ha mostrado perfiles comunes entre cepas virulentas de peces y humanas, aunque se han identificado múltiples patrones de electroforesis en gel de campo pulsado entre los aislados humanos.

## Identificación

Hemólisis de Streptococcus spp. (izquierda) α-hemólisis; (centro) β-hemólisis; (derecha) γ-hemólisis (= no hemolítica).

S. iniae puede ser fácilmente identificado erróneamente (o no ser identificado en absoluto) por los sistemas convencionales de microbiología automatizada. Los métodos de genética molecular, como la secuenciación del ADN y la hibridación ADN-ADN, pueden ser útiles para una correcta identificación, aunque los trabajos de los Centros para el Control y la Prevención de Enfermedades de EE. UU. han sugerido que son innecesarios en la mayoría de los casos. Varios grupos han utilizado la secuenciación del ADNr 16S para identificar aislados de S. iniae, y aunque puede diferenciar esta especie de otras especies relacionadas, como S. porcinus y S. uberis, la secuenciación 16S no se puede utilizar para diferenciar entre cepas de S. iniae. El ribotipado es un método similar, por el cual los genes 16S y 23S rRNA se digieren con endonucleasas de restricción y se someten a un Southern blot utilizando sondas de oligonucleótidos específicas para cada especie. Este método es más sensible que la secuenciación 16S rDNA, ya que además de la diferenciación de especies, se puede utilizar para diferenciar entre cepas. El ribotipado se utilizó en 1997 para diferenciar las cepas israelíes de las estadounidenses, descartando así la posibilidad de un vínculo epidemiológico entre los brotes de ambos países.
S. iniae es beta-hemolítico cuando se incuba en condiciones anaeróbicas, aunque puede identificarse erróneamente como alfa-hemolítico porque, en algunas cepas, las zonas de beta-hemólisis (destrucción completa de los glóbulos rojos en el medio de cultivo de agar sangre) están rodeadas de grandes zonas de alfa-hemólisis (destrucción incompleta de los glóbulos rojos con una decoloración verdosa debida a la descomposición de la hemoglobina).  La bacteria es catalasa-negativa y LAP-positiva (como todos los estreptococos), PYR-test y CAMP-test-positivo, no hidroliza hipurato sódico y no crece en agar esculina biliar. No expresa ninguno de los antígenos de Lancefield conocidos.

### Serotipos
Se han establecido dos serotipos de S. iniae. La cepa tipo ATCC 29178 caracterizada por primera vez en 1976 por Pier y Madin es representativa de los aislados del serotipo I. El serotipo II se identificó por primera vez como la cepa tipo (ATCC 29177) aislada de otro caso de delfín de la «enfermedad de la pelota de golf». Se ha utilizado un ensayo bioquímico que mide la actividad de la arginina dihidrolasa para distinguir entre los serotipos (el serotipo I es positivo), aunque la hiperencapsulación propuesta del serotipo II puede representar la diferencia funcional más significativa entre los dos tipos.

## Función en la enfermedad

### En peces

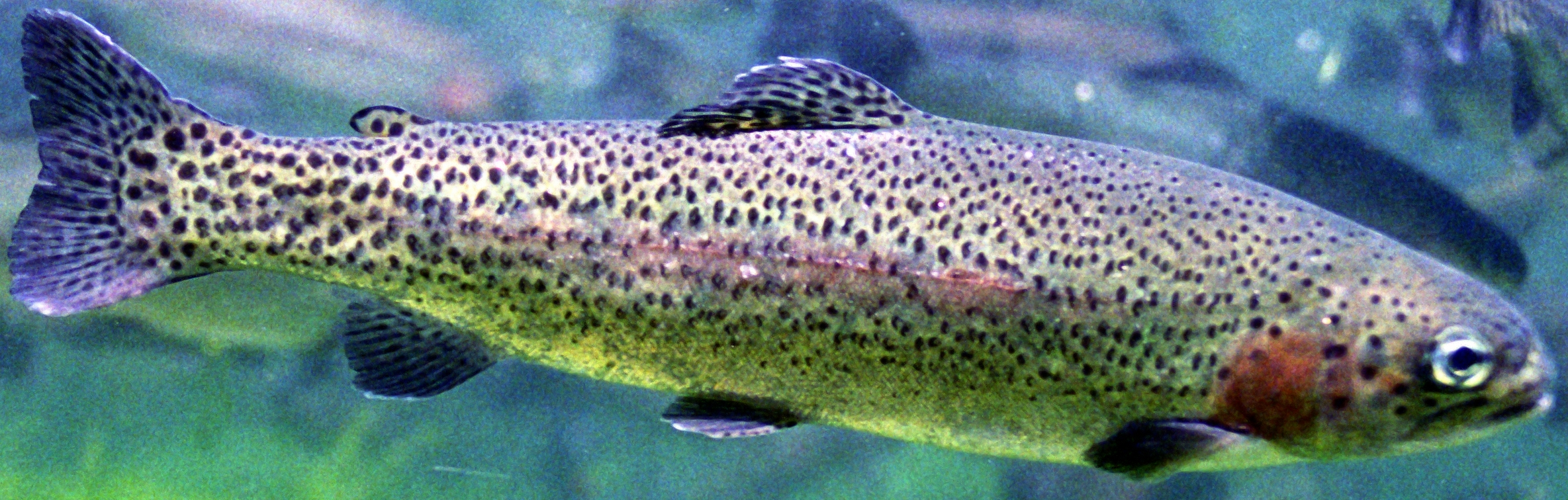
En Israel y Japón se han producido epizootias de infección por S. iniae en truchas arco iris (en la foto, un ejemplar sano).

S. iniae es altamente patógeno en peces de agua dulce, marinos y eurihalinos, y es muy letal: los brotes pueden asociarse a una mortalidad del 30-50%. Es, por tanto, uno de los patógenos de mayor importancia económica en la acuicultura intensiva. En 1997, el impacto económico mundial de la infección por S. iniae en la industria acuícola se estimó en 100 millones de dólares (una décima parte en Estados Unidos). Hasta 2007, se había notificado la infección en 27 especies de peces, entre ellas la tilapia (género Oreochromis y Tilapia), la trucha arco iris (Oncorhynchus mykiss), el salmón coho (Oncorhynchus kisutch), la serviola japonesa (Seriola quinqueradiata), el corvinón rojo (Sciaenops ocellatus) y el barramundi (Lates calcarifer, que puede ser portador asintomático). La carpa común (Cyprinus carpio), el bagre de canal (Ictalurus punctatus) y la carpa dorada (Carassius auratus) parecen ser resistentes.Los peces criados en explotaciones acuícolas intensivas y sometidos a factores de estrés ambiental (es decir, temperatura subóptima, mala calidad del agua, hacinamiento, manipulación, etc.) son los más propensos a la infección por S. iniae. Las poblaciones de peces salvajes situadas tanto cerca como lejos de las explotaciones acuícolas también han demostrado ser susceptibles a la infección por S. iniae.
El lugar de la infección por S. iniae y su presentación clínica varían de una especie a otra. En la tilapia, S. iniae causa meningoencefalitis, con síntomas que incluyen letargo, rigidez dorsal y comportamiento errático al nadar; la muerte sobreviene en cuestión de días.  En la trucha arco iris, se asocia típicamente con septicemia y daños en el sistema nervioso central. Los síntomas son consistentes con la septicemia, e incluyen letargo y pérdida de orientación (como en la tilapia), exoftalmia, opacidad corneal y hemorragia externa e interna.

### En humanos

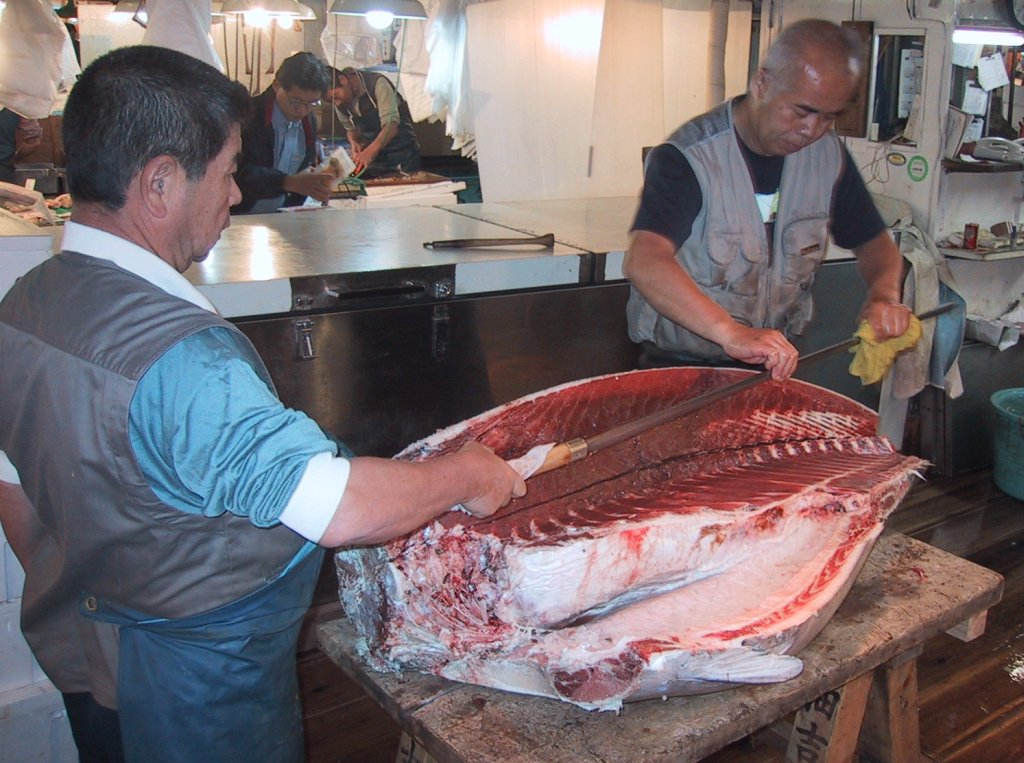
La mayoría de las infecciones humanas por S. iniae se asocian a lesiones producidas al manipular pescado vivo o fresco infectado.

S. iniae puede causar infecciones oportunistas en seres humanos debilitados o inmunodeprimidos. Se asocia con mayor frecuencia a la celulitis bacteriémica, pero se sabe que causa endocarditis, meningitis, osteomielitis y artritis séptica.  Los primeros casos reconocidos de infección humana se produjeron en Texas en 1991 y en Ottawa en 1994, pero no se determinaron las fuentes de infección.  La infección humana por S. iniae también se identificó en Toronto entre el 15 y el 20 de diciembre de 1995, cuando tres pacientes asiáticos ingresaron en un hospital con celulitis en la mano tras lesionarse al manipular pescado crudo. Los tres presentaban bacteriemia, inicialmente atribuida a Streptococcus uberis, pero posteriormente identificada correctamente como S. iniae. En febrero de 1996, un hombre chino ingresó en el mismo hospital con sepsis una semana después de preparar una tilapia entera fresca, y también se le diagnosticó bacteriemia por S. iniae. Una investigación epidemiológica posterior encontró otros casos en el área de Toronto, para un total de nueve pacientes; todos eran de ascendencia asiática y todos habían manipulado pescado crudo (principalmente tilapia) antes de desarrollar la infección. Posteriormente se identificaron otros casos en Estados Unidos y otros lugares de Canadá, y desde entonces se han notificado casos en Asia (Hong Kong, Taiwán y Singapur). La ascendencia asiática es una tendencia común en la mayoría de los casos humanos invasivos, pero se desconoce si se debe a diferencias inherentes en la inmunidad o a diferencias culturales en la preparación del pescado que se prestan a una mayor incidencia de la infección.

### Control y tratamiento
Se pueden tomar varias medidas para controlar la infección en la acuicultura una vez que se ha confirmado un brote de S. iniae. Se ha demostrado que la disminución de la cantidad de alimento suministrado a los peces reduce las tasas de mortalidad, ya que la absorción de las bacterias en el agua se ve acelerada por la alimentación. Disminuir la densidad de la población de peces aumenta la supervivencia al reducir las lesiones de los peces y disminuir el nivel general de estrés de la población. También se ha demostrado que reducir la temperatura del agua y mantener unos niveles óptimos de oxígeno reduce el estrés de los peces e inhibe el crecimiento bacteriano.
Un estudio de 2005 demostró el potencial del uso de probióticos para controlar la infección por S. iniae en las truchas. Este estudio utilizó el contenido gastrointestinal de truchas arco iris para buscar bacterias que inhibieran el crecimiento de S. iniae y Lactococcus garvieae. Identificaron Aeromonas sobria como candidato potencial para el control de las infecciones por S. iniae y L. garvieae en acuicultura. A. sobria, administrada viva en el pienso, protegió a las truchas frente a S. iniae o L. garvieae.
Se han utilizado con éxito varios antibióticos para tratar la infección por S. iniae en peces. La enrofloxacina, un antibiótico quinolónico, se ha utilizado con gran efecto en la lubina rayada híbrida (Morone chrysops × M. saxatilis), aunque las pruebas sugieren el desarrollo de una cepa resistente durante este ensayo. También se han utilizado la amoxicilina, la eritromicina, la furazolidona y la oxitetraciclina (esta última con éxito variable, sólo en barramundis). Se ha intentado la vacunación contra S. iniae con un éxito limitado, ya que sólo proporciona inmunidad durante 6 meses.
Se ha sugerido que la penicilina es el fármaco de elección para el tratamiento de la infección por S. iniae en mamíferos, incluidos los seres humanos. En el grupo de casos humanos de 1995-1996, todos los aislados clínicos eran sensibles a la penicilina, varias cefalosporinas, clindamicina, eritromicina y cotrimoxazol (CMI 0,25 μg/ml). 25 μg/ml); los nueve pacientes fueron tratados con antibióticos betalactámicos parenterales y se recuperaron sin problemas. Un estudio de los aislados enviados a los Centros para el Control y la Prevención de Enfermedades entre 2000 y 2004 reveló que todos eran sensibles a betalactámicos, macrólidos, quinolonas y vancomicina.